# Sardonic Wrath
Sardonic Wrath deseti je studijski album norveškog black metal-sastava Darkthrone. Posljednji je uradak skupine koji je objavila diskografska kuća Moonfog Productions, koja ga je izdala 6. rujna 2004.

## O albumu
Sardonic Wrath posljednji je Darkthroneov album čije pjesme žanrovski pripadaju samo black metalu; pjesme na naknadnim uradcima pod većim su utjecajem panka. Međutim, pišući za časopis Terrorizer, Einar Sjursø primijetio je utjecaj panka već na Sardonic Wrathu, ali je izjavio da „čak i ako pokoji rif prožimaju osobine panka”, to je samo zato što „dijabolični duo [Fenriz i Nocturno Culto]... jednostavno ubacuje razne utjecaje u Darkthroneov lonac za taljenje i pretvara ih u bistre Darkthroneove rifove”. Slična je stava i jedan recenzent u osvrtu za Sputnikmusic, koji je izjavio da se za „[v]iše od pola pjesama na albumu može reći da više pripadaju panku”.
Naslov albuma vjerojatno je preuzet iz stihova pjesme „Earth's Last Picture” s albuma Total Death premda se izraz „sardonic wrath” pojavio i u Sotonističkoj Bibliji Antona LaVeya.
Uradak je posvećen Quorthonu, jedinom stalnom članu skupine Bathory, koji je preminuo 3. lipnja 2004.

## Popis pjesama
Tekstovi: Fenriz. 
| 1.    | »Order of the Ominous« (instrumentalna skladba) | LRZ                    | 2:32 |
| 2.    | »Information Wants to Be Syndicated«            | Nocturno Culto         | 3:44 |
| 3.    | »Sjakk matt Jesu Krist«                         | Fenriz                 | 4:04 |
| 4.    | »Straightening Sharks in Heaven«                | Nocturno Culto         | 3:27 |
| 5.    | »Alle gegen alle«                               | Fenriz                 | 3:21 |
| 6.    | »Man tenker sitt«                               | Nocturno Culto         | 3:05 |
| 7.    | »Sacrificing to the God of Doubt«               | Nocturno Culto         | 4:34 |
| 8.    | »Hate Is the Law«                               | Fenriz                 | 3:22 |
| 9.    | »Rawness Obsolete«                              | Nocturno Culto, Fenriz | 6:14 |
| 34:23 |                                                 |                        |      |

## Recenzije
| Recenzije    | Recenzije |
| Izvor        | Ocjena    |
| ------------ | --------- |
| AllMusic     | [ 6 ]     |
| Brave Words  | 8/10      |
| Muzika.hr    | [ 8 ]     |
| Sputnikmusic | 3,5/5     |

Dobio je uglavnom pozitivne kritike. Jason MacNeil dao mu je tri i pol zvjezdice od njih pet u recenziji za AllMusic izjavivši da „[s]rž tog albuma čine zanimljivi rifovi i ne toliko zlokobne odnosno sotonističke osobine” te da je „Darkthrone izvrstan od početka do kraja”. Jednaku mu je ocjenu dao recenzent u osvrtu za Sputnikmusic, u kojem je izjavio da je produkcija „očito najgori dio albuma jer su same pjesme prilično dobre” te zaključio da je u pitanju „zaista solidan uradak”.
U recenziji za Brave Words Chris Tighe dao mu je osam bodova od njih deset izjavivši: „Umjesto da objavljuju albume na kojima se ističe tek nekoliko pjesama, ovi Norvežani izdaju uratke koji se izdvajaju od ostalih po stalnoj kvaliteti svih pjesama koje oblikuju cjelinu.” Zaključio je: „Nema smisla propitivati Darkthroneov integritet – to je odgovor black metala na AC/DC, Motorhead i Ramonese.”
Manje naklonjena uratku bila je Martina Jurak u recenziji za sajt Muzika.hr, u kojoj mu je dala dvije i pol zvjezdice od njih pet izjavivši da je „mjuza brutalna”, ali da su „pjesme gotovo pa identične” te da „nakon malo dužeg slušanja [album] postaje užasno zamoran”.

## Zasluge
| Darkthrone - Nocturno Culto – gitara, bas-gitara, vokal; produkcija; dizajn - Fenriz – bubnjevi; vokal (na pjesmi „Hate Is the Law”); produkcija Dodatni glazbenici - Apollyon – vokal (na pjesmi „Hate Is the Law”) - LRZ – izvedba uvodne skladbe | Ostalo osoblje - Lars Klokkerhaug – snimanje, miksanje - Lorenzo Mariani – naslovnica - Peter Beste – fotografija - Martin Kvamme – dizajn |